# Ottone IV di Brunswick
Ottone IV di Brunswick (Braunschweig, 1175 – Harzburg, 19 maggio 1218) è stato re dei Romani dal 1198 e imperatore dei Romani dal 1209. Fu l'unico imperatore Welfen, ma fu scomunicato nel 1210 e deposto nel 1215 da papa Innocenzo III: dovette pertanto cedere la corona imperiale al giovane Federico II di Svevia.

## Biografia

### La lotta per la corona di Germania
Ottone era il terzo figlio di Enrico il Leone, duca di Baviera e di Sassonia, e di Matilda Plantageneto. Crebbe in Inghilterra presso il nonno, il re Enrico II, divenendo amico di Riccardo I d'Inghilterra, fratello della madre. Nominato dallo zio nel 1196 conte di Poitou, prese parte alla guerra che Riccardo condusse contro la Francia.
Nel marzo 1198, dopo la morte nel 1197 dell'imperatore Enrico VI, i principi dell'Impero elessero - a maggioranza - nuovo re Filippo, duca di Svevia di parte ghibellina, nel segno della continuità della dinastia Hohenstaufen. I principi che si opponevano a questa dinastia, invece, su iniziativa di Riccardo d'Inghilterra, decisero di eleggere un membro della stirpe Welfen. Godeva del diritto di precedenza Enrico di Brunswick, conte palatino. Ma poiché era al momento impegnato in una crociata, la scelta cadde su Ottone, suo fratello minore. Il 9 giugno 1198 fu quindi eletto a Colonia re dei Romani (Rex Romanorum) dai principi Welfen del basso Reno; l'incoronazione ebbe luogo ad Aquisgrana il 12 luglio e fu celebrata da Adolfo, arcivescovo di Colonia, sebbene con insegne regali posticce, dato che quelle autentiche erano ancora in mano agli Hohenstaufen. Ma il valore simbolico dell'incoronazione era garantito dal fatto che solo l'arcivescovo di Colonia era autorizzato a incoronare il re dei Romani.
L'elezione di Ottone coinvolgeva l'impero nel conflitto tra Inghilterra e Francia, dal momento che Filippo di Svevia era alleato di Filippo II di Francia e Ottone era sostenuto da Riccardo I e, dopo la sua morte nel 1199, da suo fratello Giovanni.
Papa Innocenzo III, determinato a impedire l'unificazione del regno di Sicilia (destinato a Federico di Svevia) e del Sacro Romano Impero sotto un unico monarca, colse l'occasione per adoperare la sua influenza. Pertanto il pontefice favorì Ottone, la cui famiglia si era sempre opposta alla casa di Hohenstaufen: questi sembrava in effetti disposto a soddisfare tutte le richieste papali. Approfittando della situazione incerta in cui si trovava l'Impero, Innocenzo riuscì anche a scacciare i signori feudali imperiali da Ancona, Spoleto e Perugia, che erano stati insediati dall'imperatore Enrico VI. Nello stesso tempo, Innocenzo incoraggiò le città della Toscana a formare una lega (la Lega di San Genesio) contro gli interessi imperiali in Italia. Nel 1201 Innocenzo annunciava che Ottone era riconosciuto come l'unico legittimo re: in cambio, Ottone prometteva di sostenere il papa nei suoi interessi in Italia. Ottone ebbe così anche il sostegno di Ottocaro I, re di Boemia, che si era prima schierato con Filippo di Svevia, e del re danese Valdemaro II.
Ma Filippo, traendo vantaggio dal grande successo conseguito nella guerra civile, nel 1204 riuscì a farsi incoronare re, questa volta dall'arcivescovo di Colonia. E negli anni successivi, dopo la sconfitta dell'Inghilterra da parte della Francia, la situazione peggiorava per la causa di Ottone che perdeva il sostegno finanziario dell'Inghilterra. Molti dei suoi alleati così passarono dalla parte di Filippo, tra cui lo stesso fratello di Ottone, Enrico. Ottone fu persino sconfitto e ferito in battaglia da Filippo il 27 luglio 1206, nei pressi di Wassenberg, e di conseguenza perse anche l'appoggio del papa, che cominciò a pensare di favorire il vincitore apparente nel conflitto. Ottone fu costretto a ritirarsi nei suoi possedimenti vicino a Braunschweig, lasciando Filippo praticamente incontrastato re dei Romani. A questo punto il papa Innocenzo III costrinse le due parti in conflitto a venire a trattative: nell'incontro di Colonia, Filippo propose a Ottone, in cambio della rinuncia alla sua pretesa al trono, la mano della figlia Beatrice, insieme al ducato di Svevia e a una dote enorme. Ottone rifiutò e, appena la guerra civile era di nuovo sul punto di ricominciare, Filippo venne assassinato da Ottone VIII di Baviera l'8 giugno 1208.

### La corona imperiale e la scomunica

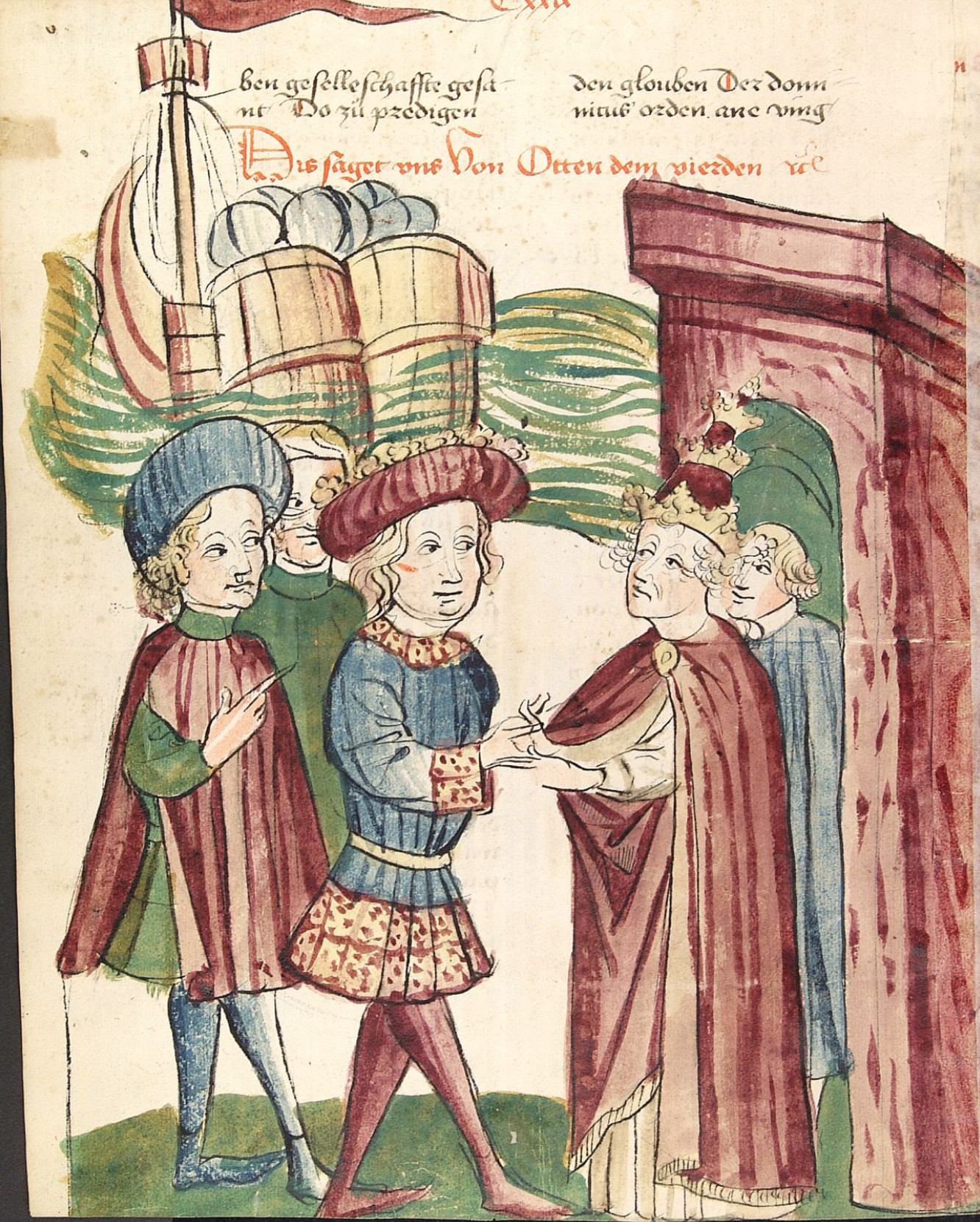
Ottone IV incontra papa Innocenzo III

Morto Filippo di Svevia, Ottone giunse ad un accordo con i ghibellini Staufer, fidanzandosi con Beatrice, la figlia di Filippo; in una elezione a Francoforte l'11 novembre 1208, egli ottenne il sostegno di tutti i principi elettori. Ai legati papali di Innocenzo III garantì il suo sostegno alla Chiesa, promettendo di riportare allo Stato Pontificio tutti quei territori che aveva avuto sotto Ludovico il Pio, quindi la marca di Ancona, il ducato di Spoleto, l'ex esarcato di Ravenna e la Pentapoli; assicurò anche il papa di non avere mire sul regno di Sicilia, che i pontefici consideravano loro stato vassallo. Si impegnò persino a rispettare le prerogative papali nelle elezioni dei vescovi tedeschi e a riconsegnare alla Chiesa tutti i redditi di sedi vacanti che erano confluiti nel tesoro imperiale. Poi si diresse verso il sud, via Verona, Modena e Bologna, e alla fine arrivò a Milano dove ricevette la Corona ferrea e il titolo di re d'Italia nella basilica di Sant'Ambrogio. Infine giunse a Viterbo, dove incontrò il 4 ottobre 1209 il pontefice Innocenzo III, il quale, dopo averlo accompagnato a Roma, lo incoronò nella basilica di San Pietro Imperatore di Romani il 21 ottobre 1209. Ma a Roma scoppiò una rivolta che costrinse Ottone ad abbandonare precipitosamente la città.
Dopo aver lasciato Roma, Ottone si era diretto inizialmente verso nord raggiungendo Pisa (20 novembre): qui presto si convinse, probabilmente consigliato da Pietro da Celano e dal conte Diopoldo di Acerra, ad abbandonare le promesse fatte al papa e a ristabilire il potere imperiale in Italia. Immediatamente sbaragliò le truppe pontificie da Ancona a Spoleto e restaurò il territorio come feudo imperiale. Chiese poi al giovane re di Sicilia Federico che facesse omaggio per i ducati di Calabria e Puglia; quando Federico rifiutò di comparire, Ottone dichiarò gli stessi feudi confiscati. Ottone infine marciò su Roma e ordinò a Innocenzo III di annullare il concordato di Worms e di riconoscere il diritto alla corona imperiale per la nomina di tutti i benefici vacanti. Innocenzo III, infuriato per il voltafaccia, il 18 novembre 1210 scomunicò Ottone, il quale per tutta risposta avanzò con le sue truppe imperiali verso il regno di Sicilia.

### Il declino e la fine

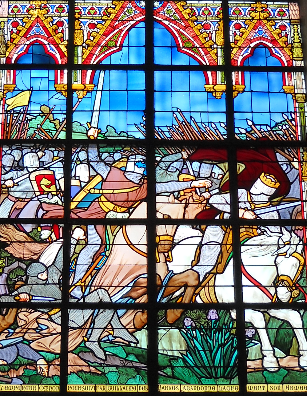
Ottone si ritira dalla battaglia di Bouvines. Vetrata della chiesa di San Pietro di Bouvines

Ma nel frattempo la nobiltà tedesca stava cambiando opinione su Ottone, il quale sprecava il suo tempo in Italia, ottusamente impegnato in una gara di supremazia contro il papa, invece di preoccuparsi di difendere le province settentrionali dell'impero già invase da Valdemaro II di Danimarca. Così, mentre Ottone era in Italia meridionale, diversi principi dell'impero, tra cui gli arcivescovi di Magonza e di Magdeburgo, su iniziativa del re Filippo II di Francia e con il consenso del papa, alla dieta di Norimberga nel 1211 scelsero come re dei Romani il giovane rampollo della casa di Svevia, Federico Hohenstaufen.
Ottone decise di affrontare la situazione e si precipitò in Germania, dove però la maggior parte dei principi tedeschi e dei vescovi si erano irrimediabilmente rivoltati contro di lui. Sposò Beatrice di Svevia, che però morì un mese dopo. Inviò degli ambasciatori al concilio Lateranense (IV), implorando la rimessione della scomunica, perché affermava di essersi pentito dei suoi delitti e si dichiarava disponibile a obbedire al papa in tutte le cose; ma Innocenzo III lo aveva già deposto e aveva designato il suo successore, Federico, il quale - dopo aver evitato gli uomini di Ottone che stavano a guardia dei valichi alpini - era rapidamente arrivato a Costanza e lì veniva incoronato re dei Romani il 9 dicembre 1212.
L'ultima possibilità per Ottone era l'alleanza con la corona inglese: il sostegno che Filippo II di Francia stava dando a Federico costringeva re Giovanni Senzaterra a schierarsi con suo nipote Ottone. Inoltre, in seguito alla distruzione della flotta francese da parte degli inglesi (1213), Ottone - unendosi a Giovanni nei preparativi per l'invasione della Francia - confidava di ottenere un successo utile a rafforzare il proprio prestigio e ad annientare l'ascesa di Federico.
Nel febbraio 1214, mentre Giovanni avanzava lungo la Loira, Ottone avrebbe dovuto fare un attacco simultaneo delle Fiandre, insieme al conte di Fiandra. Ma i tre eserciti non riuscirono a coordinare i loro sforzi in maniera efficace e Giovanni, deluso nella sua speranza di una facile vittoria e ricacciato da Roche-au-Moine, si rifugiò a La Rochelle. Il 27 luglio 1214 gli eserciti contrapposti improvvisamente scoprirono di essere molto vicini l'uno all'altro, sulle rive di un piccolo affluente del fiume Lys, (presso Lilla), e si scontrarono nella battaglia di Bouvines, che fu persa da Ottone proprio quando fu portato fuori dal campo dal suo cavallo ferito e terrorizzato, costringendo i suoi uomini ad abbandonare il terreno. Si dice che Filippo II abbia inviato a Federico l'aquila imperiale che Ottone aveva lasciato a terra sul campo di battaglia.
Ottone fu nuovamente costretto a ritirarsi nei propri feudi sassoni vicino a Brunswick e ad abdicare al trono imperiale nel 1215.
Morì per una malattia nel castello di Harzburg il 19 maggio 1218. Venne sepolto nel duomo di Braunschweig.

## Matrimoni
Ottone si sposò nel 1212 con Beatrice (1198-1212), figlia del re dei Romani Filippo di Svevia e di Irene Angela, ma i due non ebbero figli
Si risposò il 19 maggio 1214, ad Aquisgrana con Maria (c. 1190 - maggio 1260), figlia del duca di Brabante Enrico I, ma nuovamente non ebbe figli.

## Ascendenza
|                          |                    |                            | Genitori                            |  |  | Nonni |  |  | Bisnonni             |  |  | Trisnonni           |  |
|                          |                    |                            |                                     |  |  |       |  |  | Enrico IX di Baviera |  |  | Guelfo I di Baviera |  |
|                          |                    |                            |                                     |  |  |       |  |  | Enrico IX di Baviera |  |  | Guelfo I di Baviera |  |
|                          |                    | Giuditta di Fiandra        |                                     |  |  |       |  |  | Enrico IX di Baviera |  |  |                     |  |
| Enrico X di Baviera      |                    |                            |                                     |  |  |       |  |  | Enrico IX di Baviera |  |  |                     |  |
|                          |                    | Wulfhilde di Sassonia      | Magnus di Sassonia                  |  |  |       |  |  |                      |  |  |                     |  |
|                          |                    | Wulfhilde di Sassonia      | Magnus di Sassonia                  |  |  |       |  |  |                      |  |  |                     |  |
|                          |                    | Wulfhilde di Sassonia      | Sofia d'Ungheria                    |  |  |       |  |  |                      |  |  |                     |  |
| Enrico il Leone          |                    | Wulfhilde di Sassonia      |                                     |  |  |       |  |  |                      |  |  |                     |  |
|                          |                    | Lotario II di Supplimburgo | Gebeardo di Supplimburgo            |  |  |       |  |  |                      |  |  |                     |  |
|                          |                    | Lotario II di Supplimburgo | Gebeardo di Supplimburgo            |  |  |       |  |  |                      |  |  |                     |  |
|                          |                    | Lotario II di Supplimburgo | Edvige di Formbach                  |  |  |       |  |  |                      |  |  |                     |  |
| Gertrude di Supplimburgo |                    | Lotario II di Supplimburgo |                                     |  |  |       |  |  |                      |  |  |                     |  |
|                          |                    | Richenza di Northeim       | Enrico di Frisia                    |  |  |       |  |  |                      |  |  |                     |  |
|                          |                    | Richenza di Northeim       | Enrico di Frisia                    |  |  |       |  |  |                      |  |  |                     |  |
|                          |                    | Richenza di Northeim       | Gertrude di Brunswick               |  |  |       |  |  |                      |  |  |                     |  |
| Ottone IV di Brunswick   |                    | Richenza di Northeim       |                                     |  |  |       |  |  |                      |  |  |                     |  |
|                          | Goffredo V d'Angiò | Folco V d'Angiò            |                                     |  |  |       |  |  |                      |  |  |                     |  |
|                          | Goffredo V d'Angiò | Folco V d'Angiò            |                                     |  |  |       |  |  |                      |  |  |                     |  |
|                          | Goffredo V d'Angiò | Eremburga del Maine        |                                     |  |  |       |  |  |                      |  |  |                     |  |
| Enrico II Plantageneto   | Goffredo V d'Angiò |                            |                                     |  |  |       |  |  |                      |  |  |                     |  |
|                          |                    | Imperatrice Matilda        | Enrico I d'Inghilterra              |  |  |       |  |  |                      |  |  |                     |  |
|                          |                    | Imperatrice Matilda        | Enrico I d'Inghilterra              |  |  |       |  |  |                      |  |  |                     |  |
|                          |                    | Imperatrice Matilda        | Matilde di Scozia                   |  |  |       |  |  |                      |  |  |                     |  |
| Matilde d'Inghilterra    |                    | Imperatrice Matilda        |                                     |  |  |       |  |  |                      |  |  |                     |  |
|                          |                    | Guglielmo X d'Aquitania    | Guglielmo IX di Aquitania           |  |  |       |  |  |                      |  |  |                     |  |
|                          |                    | Guglielmo X d'Aquitania    | Guglielmo IX di Aquitania           |  |  |       |  |  |                      |  |  |                     |  |
|                          |                    | Guglielmo X d'Aquitania    | Filippa di Tolosa                   |  |  |       |  |  |                      |  |  |                     |  |
| Eleonora d'Aquitania     |                    | Guglielmo X d'Aquitania    |                                     |  |  |       |  |  |                      |  |  |                     |  |
|                          |                    | Aénor di Châtellerault     | Aimery I, Visconte di Châtellerault |  |  |       |  |  |                      |  |  |                     |  |
|                          |                    | Aénor di Châtellerault     | Aimery I, Visconte di Châtellerault |  |  |       |  |  |                      |  |  |                     |  |
|                          |                    | Aénor di Châtellerault     | Dangerose de l'Isle Bouchard        |  |  |       |  |  |                      |  |  |                     |  |
|                          |                    | Aénor di Châtellerault     |                                     |  |  |       |  |  |                      |  |  |                     |  |